# Брукс, Мехкад
Ме́хкад Дже́йсон Макки́нли Брукс (англ. Mehcad Jason McKinley Brooks; 25 октября 1980 года, Остин, Техас, США) — американский актёр и модель. Наиболее известен по ролям Мэттью Эпплуайта в телесериале «Отчаянные домохозяйки» (2005—2006) и Терранса «Ти Кея» Кинга в сериале «Необходимая жестокость» (2011—2013).

## Ранняя жизнь
Брукс родился и вырос в Остине (штат Техас), где посещал среднюю школу Л. К. Андерсона (англ. L.C. Anderson High School). После окончания средней школы в 1999 году, он поступил в Университет Южной Калифорнии на отделение кино и телевидения. Брукс упомянул в сентябрьском эпизоде «Шоу Венди Уильямс» в 2010 году, что он отказался от баскетбольной стипендии и приглашения в университет Лиги Плюща в пользу Университета Южной Калифорнии. Затем он покинул его, чтобы продолжить актёрскую карьеру.

## Личная жизнь
Мехкад является сыном бывшего ресивера НФЛ Билли Брукса.
Брукс сказал в интервью IGN, что является поклонником компьютерных игр, в особенности спортивных — таких как Madden NFL 07 или NBA 2K, а также боевиков из серий Call of Duty и Medal of Honor.
Он встречался с коллегой по фильму «Существо» Сериндой Суон, пока они не расстались в 2011 году.

## Медиа
В июле 2010 года Брукс появился в номере журнала GQ вместе с Эмануэлой де Паула.
Также он появился в видео Центра репродуктивных прав (англ. Center for Reproductive Rights), которое отметило сороковую годовщину Роу против Уэйда.

## Фильмография

### Фильмы
| Год  | Русское название            | Оригинальное название              | Роль            | Примечания      |
| ---- | --------------------------- | ---------------------------------- | --------------- | --------------- |
| 2002 |                             | Radimi: Who Stole the Dream        | Радими Вадкинс  |                 |
| 2003 | Знак для ваших мыслей       | A Token for Your Thoughts          | жокей           | Короткометражка |
| 2006 | Игра по чужим правилам      | Glory Road                         | Гарри Флурной   |                 |
| 2007 | В долине Эла                | In the Valley of Elah              | Эннис Лонг      |                 |
| 2008 |                             | Fly Like Mercury                   | Хатч            |                 |
| 2010 | Просто Райт                 | Just Wright                        | Анджело Бэмбери |                 |
| 2011 | Существо                    | Creature                           | Найлс           | Главная роль    |
| 2012 |                             | Magic: The Gathering — The Musical | Даг             | Короткометражка |
| 2014 | Что случилось прошлой ночью | About Last Night                   | Дерек           |                 |
| 2021 | Мортал Комбат               | Mortal Kombat                      | Джакс           |                 |

### Телесериалы
| Год       | Русское название                    | Оригинальное название             | Роль                  | Примечания                               |
| --------- | ----------------------------------- | --------------------------------- | --------------------- | ---------------------------------------- |
| 2002      |                                     | Do Over                           | Шон Ходжес            | Эпизод: «Take Me Out of the Ball Game»   |
| 2002      | Малкольм в центре внимания          | Malcolm in the Middle             | большой ребёнок       | Эпизод: «Stupid Girl»                    |
| 2003      | Бостонская школа                    | Boston Public                     | Рассел Кларк          | 4 эпизода                                |
| 2003      | Один на один                        | One on One                        | Мустафа               | Эпизод: 2 «Young, 2 Curious»             |
| 2004      | Детектив Раш                        | Cold Case                         | Герман Лестер         | Эпизод: «The Lost Soul of Herman Lester» |
| 2004      | Тигриный рейс                       | Tiger Cruise                      | Кенни                 | ТВ фильм                                 |
| 2005—2006 | Отчаянные домохозяйки               | Desperate Housewives              | Мэттью Эпплуайт       | 23 эпизода                               |
| 2006      | Говорящая с призраками              | Ghost Whisperer                   | Джастин Коттер        | Эпизод: «Giving Up the Ghost»            |
| 2007—2008 | Полиция Нового Орлеана              | K-Ville                           | Вин Бир               | Эпизоды: «Critical Mass» и «Game Night»  |
| 2008      | Игра                                | The Game                          | Джером «Джерри» Райт  | 7 эпизодов                               |
| 2008—2010 | Настоящая кровь                     | True Blood                        | Эггс                  | 14 эпизодов                              |
| 2009      | Кукольный дом                       | Dollhouse                         | Сэм Дженнингс         | Эпизод: «Echoes»                         |
| 2010      | В паутине закона                    | The Deep End                      | Малькольм Беннетт     | 6 эпизодов                               |
| 2010      | Мое поколение                       | My Generation                     | Ролли Маркс           | 5 эпизодов                               |
| 2011—2013 | Необходимая жестокость              | Necessary Roughness               | Терранс «Ти Кей» Кинг | 38 эпизодов                              |
| 2011      | Закон и порядок: Специальный корпус | Law & Order: Special Victims Unit | Принц Миллер          | Эпизод: «Personal Fouls»                 |
| 2012      | Алькатрас                           | Alcatraz                          | Мэтт Таннер           | Эпизод: «Paxton Petty»                   |
| 2015—2021 | Супергёрл                           | Supergirl                         | Джеймс Олсен/Страж    | Основной состав                          |

## Награды и номинации
| Год  | Награда                        | Категория                                            | ТВ шоу                  | Результат |
| ---- | ------------------------------ | ---------------------------------------------------- | ----------------------- | --------- |
| 2006 | NAACP Image Award              | Выдающийся второстепенный актёр в комедийном сериале | «Отчаянные домохозяйки» | Номинация |
| 2006 | Премия Гильдии киноактёров США | Лучший актёрский состав в комедийном сериале         | «Отчаянные домохозяйки» | Победа    |
| 2007 | Премия Гильдии киноактёров США | Лучший актёрский состав в комедийном сериале         | «Отчаянные домохозяйки» | Номинация |
| 2010 | Премия Гильдии киноактёров США | Лучший актёрский состав в драматическом сериале      | «Настоящая кровь»       | Номинация |